# Maurice Crowther Hall
Maurice Crowther Hall (geb. 15. Juli 1881 in Golden (Colorado); gest. 1. Mai 1938) war ein US-amerikanischer Zoologe, Tierarzt und Parasitologe.

## Leben
Hall erwarb 1905 einen Abschluss am Colorado College und im Folgejahr den M.S. an der University of Nebraska. 1915 erhielt er den Ph.D. und 1916 den Doctor of Veterinary Medicine von der George Washington University. Von 1906 bis 1907 unterrichtete Hall an der High School in Cañon City (Colorado) Biologiey und Chemie. 1907 wurde er als Zoologe an die Zoologische Abteilung des Bureau of Animal Industry (BAI) des Landwirtschaftsministeriums der Vereinigten Staaten berufen, wo er bis 1916 tätig war. Danach nahm er eine Stelle im Forschungslabor bei Parke-Davis an. Von 1918 bis 1919 diente er im Veterinär-Corps der United States Army. Nach dem Ausscheiden aus der Armee nahm er seinen früheren Posten am BAI an und wurde 1925 Chef der Zoologischen Abteilung.
Halls Hauptforschungsgebiet waren Anthelmintika. Seine größte therapeutische Entdeckung war, dass Tetrachlormethan ausgesprochen gegen Hakenwürmer wirksam ist. Dies motivierte Hall Tetrachlorethen zu testen, was sich als noch wirksamer herausstellte. Dieser Wirkstoff spielte eine herausragende Rolle bei der Ausrottung der Hakenwurmerkrankung in den Vereinigten Staaten und galt auch als Durchbruch in der Tropenmedizin.
Hall war 1930 Präsident der American Veterinary Medical Association und 1932 der American Society of Parasitologists. Neben seiner wissenschaftlichen Tätigkeit schrieb er auch Gedichte, die in mehreren Zeitschriften veröffentlicht wurden.